# Vasco Afonso Carregueiro
 Vasco Afonso Carregueiro   (? - ?) foi um nobre da média nobreza e Rico-Homem português foi o chefe do Nome e de Armas e da linhagem da Família Carregueiro.

## Biografia
Foi senhor do Morgado da família Carregueiro com sede no Casal de Carregueiro, nos termo de Belém, e da Capela de São Dinis em São Domingos de Benfica, Lisboa. Foi ainda Senhor da Torre de Moncorvo.

## Relações Familiares
Foi filho de Afonso Anes Carregueiro que foi senhor do Morgado da família Carregueiro e Rico Homem.
Do seu casamento com cuja esposa se desconhece o nome teve um filho.
1. João Esteves Carregueiro, que foi casado com D. Leonor Álvares Machado.